# リッチー・バーノン
リッチー・バーノン（Richie Vernon、1987年7月7日 - ）は、スコットランドの元ラグビー選手。  

## プロフィール
- スコットランド・ダンディー出身。
- ポジションはセンター(CTB)、フランカー(FL)、ナンバーエイト(No.8)。
- 身長 198cm、体重 105kg
- スコットランド代表通算キャップ数は24。
- ラグビーワールドカップ2011・ラグビーワールドカップ2015のスコットランド代表に選ばれた[1]。
- 7人制スコットランド代表に選ばれたことがある[2]。

## 略歴
ボーダー・レイバース、グラスゴー・ウォリアーズ、セール・シャークス、グラスゴー・ウォリアーズを経て、2018年、ロンドン・スコティッシュFCに加入。  
2019年、現役を引退した。